# Visions (film 2015)
Visions è un film del 2015 diretto da Kevin Greutert.

## Trama
Lasciandosi la frenetica esistenza di città alle spalle, Julie - che aspetta un figlio - va a vivere con il marito David nella loro nuova casa in campagna, dove ben presto si vede tormentata da strani rumori e da visioni di una sinistra figura incappucciata. A parte Julie, nessun altro vede o sente nulla tanto che in David cresce la preoccupazione per l'equilibrio della moglie. Nel disperato tentativo di provare la sua sanità mentale, Julie contatta una medium dalla quale apprende la tormentata storia della casa in cui vive. Mettendo insieme i pezzi del passato per evitare che un futuro orrore si verifichi, Julia scoprirà una cospirazione oscura che minerà la sua vita e quella del suo bambino non ancora nato.